# Helodiomyces elegans
Helodiomyces elegans är en svampart som beskrevs av F. Picard 1913. Helodiomyces elegans ingår i släktet Helodiomyces och familjen Ceratomycetaceae.  Arten är reproducerande i Sverige. Inga underarter finns listade i Catalogue of Life.